# Victor Ciutac
Victor Ciutac (n. 12 ianuarie 1938, Șirăuți, județul Hotin, România – d. 18 ianuarie 2009, Iași) a fost un actor de teatru și film din Republica Moldova.

## Biografie
Victor Ciutac s-a născut pe 12 ianuarie 1938 în Șirăuți, județul Hotin, România. A făcut studii la Institutul de Arte din Chișinău (1960-1964), fiind mai întâi actor la Teatrul Național Vasile Alecsandri din Bălți, apoi la Teatrul Pușkin din Chișinău. În 1994, când teatrului i s-a acordat numele lui Mihai Eminescu, Victor Ciutac era director al instituției.
În anii 70-80 a fost unul dintre cei mai cunoscuți și apreciați actori din Moldova. În cariera sa de 45 de ani a jucat în numeroase roluri. Amintim spectacolele "Tata", "Abecedarul", "Pomul vieții" după piesele lui Dumitru Matcovschi, de asemenea "Io, Ștefan-Voievod", "Zbor deasupra unui cuib de cuci", "Asociația femeilor emancipate din Belgrad".
Victor Ciutac a realizat numeroase roluri în cinematografie. A debutat în "Poienile Roșii" în regia lui Emil Loteanu, film urmat de "Lăutarii", "Dimitrie Cantemir", "Bărbații încărunțesc de tineri", "Calul, pușca și nevasta", "Dansul efemer al dragostei", "Povestea lui Făt-Frumos".
A funcționat și în calitate de profesor la Insititutul de Arte, instruind o pleiadă întreagă de actori, nume mereu prezente pe scenele teatrale din Chișinău. Este deținător al unor importante premii, care atestă aprecierea înaltului său profesionalism.
Stabilit la Iași, împreună cu familia, Victor Ciutac, în ultimii ani ai vieții, s-a dedicat scrisului. Este autorul a doua volume "Exilați în umilință" și "Povestiri de-acasă" care radiografiază destinul unui om și al unui artist în căutarea identității.

## Filmografie
- Poienele roșii (Moldova Film, 1966) - Lie Cruntu
- Mariana (Moldova Film, 1967) - Unchiul Petea
- Lăutarii (Moldova Film, 1971) - Tatăl lui Toma Alistar
- Ofițer în rezervă (Moldova Film, 1971) - Pavel Dobindă
- Ultimul haiduc (Moldova Film, 1972) - Ion Codreanu
- Podurile (Moldova Film, 1973) - Costache Frunză
- Durata zilei (Moldova Film, 1974) - Stefan Barda
- Dimitrie Cantemir (Moldova Film, 1974) - Ion Neculce
- Ce-i trebuie omului (Moldova Film, 1975)
- Calul, pușca și nevasta (Moldova Film, 1975) - Marcu
- Bărbații încărunțesc de tineri (Moldova Film, 1976) - Alexa Minzu
- Trînta / Care pe care (Moldova Film, 1977) - președintele colhozului
- Povestea lui Făt-Frumos (Moldova Film, 1977) - Gerilă
- Pe urmele fiarei (Moldova Film, 1977) - comisarul de brigada
- Rădăcina Vieții / Koreni Zhizni (Moldova Film, 1977)
- Cînd ai alături un bărbat (Moldova Film, 1978) - Octavian
- Casa lui Dionis (Moldova Film, 1980) - Hariton
- Unde ești, iubire? (Moldova Film, 1981)
- Dreptul de a conduce / Pravo Rukovoditi (Studioul cinematografic din Odesa, 1981)
- Prietenie intre bărbați (Moldova Film, 1982)
- Hotarul din iunie (Moldova Film, 1982)
- Printre mii de drumuri / Sredi tysyachi dorog... (Studioul cinematografic din Odesa, 1983)
- Fii fericită, Iulia! (Moldova Film, 1983) - Unchiul Tudos
- În zorii revoluției (Moldova Film, 1984)
- Poyezd vne raspisaniya (Studioul cinematografic din Odesa, 1985)
- Deținutul misterios (Moldova Film, 1986)
- Na ostriye mecha (Studioul cinematografic din Odesa, 1986)
- Luceafărul (Moldova Film, 1987)
- Corespondentul Vostru Special (Moldova Film, 1987)
- Corbii prada n-o împart (Moldova Film, 1988)
- Dansul efemer al dragostei (Moldova Film, 1988)
- Durerea, Tudorel (Moldova Film, 1989)
- Stuk v dveri (Mosfilm, 1989)
- Igra v smerti, ili postoronniy (Moldova Film, 1991)

## Premii și diplome
- Premiul I pentru cea mai bună interpretare a rolului masculin Stefan Barda (filmul Durata Zilei), Festivalul unional de filme, Chișinău, 1975, ediția VIII-a;
- Premiul National, 1980;
- Artist al poporului, 1991;
- Ordinul Republicii, 1998;
- premiul "Alex Mateevici" al Uniunii Scriitorilor din România-filiala Iași pentru cartea "Exilați în umilință", 2006.